# Krzysztof Baran (ur. 1960)
Krzysztof Jacek Baran (ur. 26 lipca 1960 w Warszawie) – polski piłkarz grający na pozycji napastnika, reprezentant kraju.
Karierę rozpoczął jako szesnastolatek w Gwardii Warszawa w II lidze, z którą awansował do Ekstraklasy. W 1983 roku przeniósł się do ŁKS Łódź a w 1987 do Górnika Zabrze, z którym wywalczył w 1988 r. mistrzostwo Polski i Superpuchar Polski. W 1989 roku wyjechał do Grecji, gdzie grał w AE Larisa, a po powrocie do kraju we Włókniarzu Pabianice, po czym zakończył karierę zawodniczą. Następnie przez pewien czas był trenerem młodzieży w RKS Łódź. 
Mieszka w Łodzi w dzielnicy Łódź Górna. Ma pięcioro dzieci – Roberta, Katarzynę, Rafała, Aleksandrę i Martę.

## Reprezentacja Polski
W 1978 z Reprezentacją Polski U-18 zajął trzecie miejsce nieoficjalnych mistrzostw Europy. Rok później na młodzieżowych MŚ w Japonii był czwarty. Debiutował w kadrze A 25 stycznia 1981 w Tokio w wygranym (2:0) meczu z Japonią. Strzelec dwóch bramek w meczu z Urugwajem w Montevideo (1986) zremisowanym 2-2.
Bilans: Krzysztof Baran w reprezentacji zdobył 4 gole w 10 meczach.
| lp. | Data                 | Miejsce    | Przeciwnik     | Rezultat | Rozgrywki       | Grał   | Uwagi     |
| --- | -------------------- | ---------- | -------------- | -------- | --------------- | ------ | --------- |
| 1.  | 25 stycznia 1981     | Tokio      | Japonia        | 2-0      | towarzyski      | do 67' |           |
| 2.  | 27 stycznia 1981     | Tokushima  | Japonia        | 4-2      | towarzyski      | 90'    | Gol       |
| 3.  | 30 stycznia 1981     | Nagoja     | Japonia        | 4-1      | towarzyski      | do 46' | Gol       |
| 4.  | 1 lutego 1981        | Tokio      | Japonia        | 3-0      | towarzyski      | do 33' |           |
| 5.  | 16 lutego 1986       | Montevideo | Urugwaj        | 2-2      | towarzyski      | 90'    | Gol · Gol |
| 6.  | 26 marca 1986        | Kadyks     | Hiszpania      | 0-3      | towarzyski      | od 65' |           |
| 7.  | 7 października 1986  | Bydgoszcz  | Korea Północna | 2-2      | towarzyski      | do 78' |           |
| 8.  | 15 października 1986 | Poznań     | Grecja         | 2-1      | elim. Euro 1988 | od 66' |           |
| 9.  | 24 marca 1987        | Wrocław    | Norwegia       | 4-1      | towarzyski      | 90'    |           |
| 10. | 19 sierpnia 1987     | Lubin      | NRD            | 2-0      | towarzyski      | od 84' |           |